# Lagoa do Sítio
Lagoa do Sítio é um município brasileiro do estado do Piauí.